# Bart Schouten
Bart Schouten (Haarlem, 12 september 1967) is een Nederlandse trainer van het Canadese mannenteam en voormalige bondscoach van het Duitse schaatsteam. Sinds seizoen 2010/2011 coacht Schouten de Canadese selectie; met ingang van seizoen 2025/2026 het internationale Pro Team Calgary.

## Biografie
Begin jaren '90 toen Schouten zijn schaatscarrière beëindigde startte hij zijn trainersloopbaan met een groepje sprinters in het Gewest Noord-Holland/Utrecht, met Arie Loef en Jakko Jan Leeuwangh, waarna hij in 1995 een regionale ploeg in Minneapolis onder zijn hoede kreeg. Toen Gerard Kemkers in 1998 als bondscoach terugkeerde naar Nederland werd hij de trainer van de Amerikaanse langebaanschaatsers waar hij in 2002 de Mexicaanse Amerikaan Derek Parra verrassend olympisch kampioen zag worden op de 1500 meter mét wereldrecord (1.43,95) en Chad Hedrick tijdens de Olympische Winterspelen van 2006 in Turijn goud won op de 5000 meter.
Vanaf seizoen 2006/2007 had Schouten de verantwoordelijkheid over de Duitse mannen tot en met de Olympische Winterspelen van 2010 in Vancouver. Schouten liet tijdens zijn trainingen de allrounders en sprinters samen trainen met shorttrackers. Op 9 maart 2008 heeft Schouten de Duitse mannen bij het onderdeel ploegenachtervolging op het WK Afstanden in Nagano naar het brons laten schaatsen. Bij de eerste world cup-wedstrijd in seizoen 2008/2009 in Berlijn werd dat zelfs zilver, waarmee zij meteen 80 punten binnenhalen voor het klassement. Het was ook het belangrijkste onderdeel voor medaillekansen voor de Winterspelen van 2010.
Sinds 2010/2011 is Schouten coach van onder meer Denny Morrison, Benjamin Donnelly, Jordan Belchos, Stefan Waples en Ted-Jan Bloemen. Op 13 november 2015 reed Bloemen tijdens de wereldbekerwedstrijden in Calgary de 5000 meter in 6.12,72. Met de derde plaats behaalde hij voor Canada de tweede medaille op deze afstand, na Steven Elm op 22 maart 1998 in Milwaukee. Daarnaast verbeterde hij een week later op 21 november 2015 in Salt Lake City het wereldrecord op de 10 kilometer tot 12.36,30 en verbrak daarmee zijn persoonlijk beste tijd met 16,38 seconden.

## Langebaanschaatsers 2006/2010
Schouten had onder meer de volgende Duitse mannen onder zijn hoede:
- Jörg Dallmann;
- Jan Friesinger;
- Stefan Heythausen;
- Robert Lehmann;
- Tobias Schneider;
- Samuel Schwarz;
- Marco Weber.